# Linie van Communicatie ten Oosten van Hulst
De Linie van Communicatie ten Oosten van Hulst was een linie die is aangelegd tijdens de Tachtigjarige Oorlog en behoort tot de Staats-Spaanse Linies.
De linie loopt van de vestingstad Hulst in noordoostelijke richting tot Zandberg.

## Geschiedenis
Nadat in 1584 de dijken van Saaftinge door de Staatsen waren doorgestoken, werden door de Spaanse autoriteiten twee forten aangelegd op de daar ter plaatse aanwezige dekzandruggen: Fort Zandberg en Fort De Rape. Deze dienden ervoor om het land tegen invallen van de Staatsen te beschermen. In 1591 werd Hulst veroverd door Prins Maurits. De Staatsen bouwden nog een fort erbij, namelijk Fort Moerschans. Ook verbonden ze de forten onderling door middel van een liniedijk. In 1595 werd Hulst overigens weer door de Spaanse troepen veroverd. Toen in 1619, tijdens het Twaalfjarig Bestand, de Langendampolder werd aangelegd, kreeg de liniedijk een zeewerende taak. In 1645 kwam de dijk weer in Staatse handen. De typische redans in de liniedijk werden in 1700 aangebracht, tijdens de Spaanse Successieoorlog.
Het fort te Boerenmagazijn, iets ten oosten van Zandberg, werd aangelegd in 1784 en maakt dus formeel geen deel uit van de Staats-Spaanse Linies.

## Heden
De liniedijk, de gracht en de bijbehorende redans zijn goed bewaard gebleven, terwijl ook de contouren van Fort Moerschans en Fort Zandberg nog goed in het landschap te herkennen zijn. De dijk is beplant en er loopt een wandelpad over de gehele lengte van deze linie.